# Nonna (Heilige)

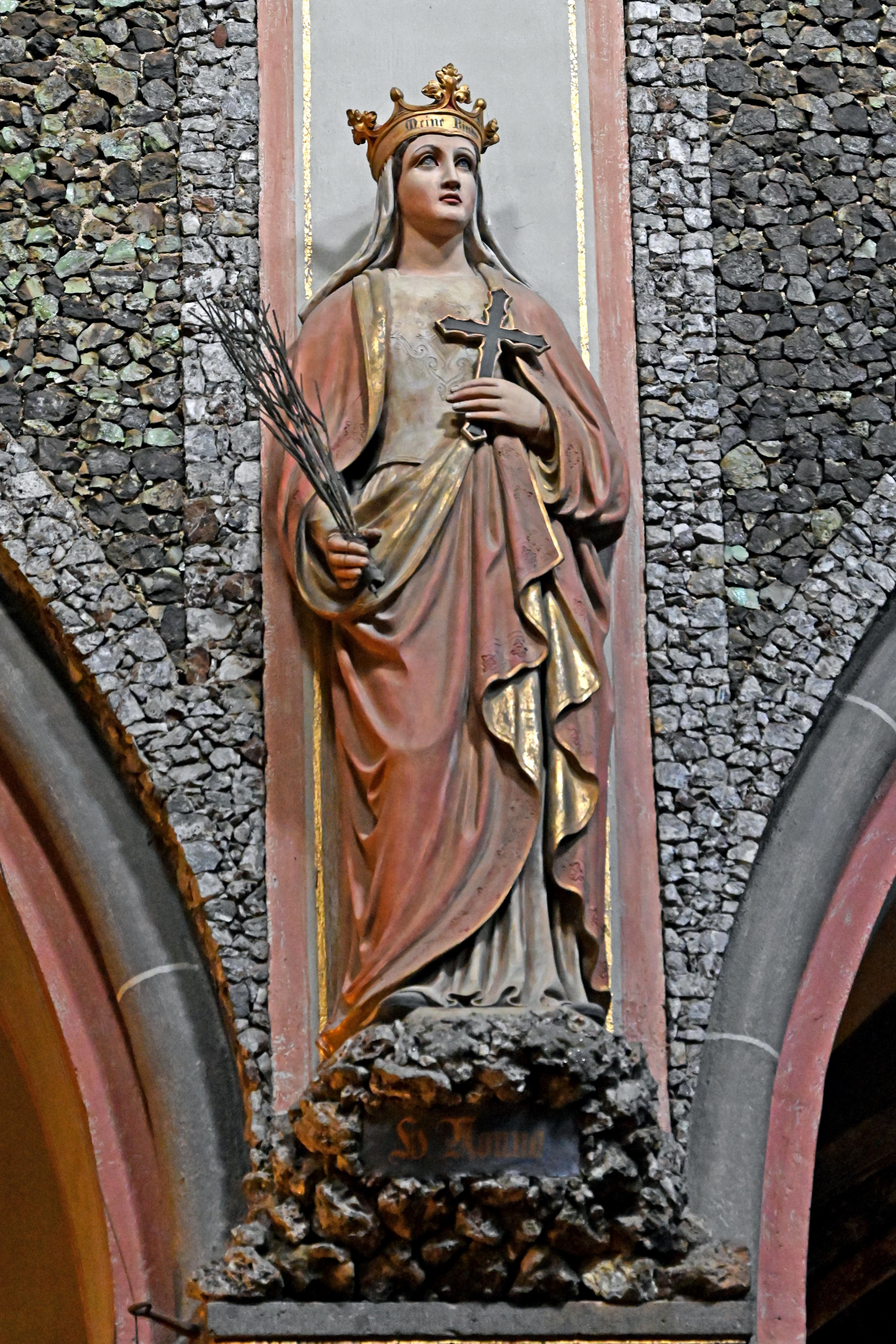
St. Nonna von Nazianz (St. Nikolaus, Koblenz)

Nonna (auch Nona; * um 280; † 5. August 374 in Nazianz) wird als eine Heilige in der katholischen Kirche verehrt. Sie war die Ehefrau des Heiligen Gregor von Nazianz dem Älteren, Mutter des Theologen und Kirchenvaters Gregor von Nazianz und nach dem Tod ihres Mannes eine Nonne des Basilianerordens. Ihr Gedenktag wird in der katholischen Kirche am 5. August gefeiert.

## Leben
Nonna stammte ursprünglich aus einer angesehenen Familie in Kappadokien (asia minor (Kleinasien), die heutige Türkei). Sie heiratete den ebenfalls später heiliggesprochenen Gregor den Älteren von Nazianz, der aber zu diesem Zeitpunkt noch kein Christ war, und lebte mit ihm auf deren Landgut Arianz bei Nazianz. Laut der Überlieferung fürte ihn Nonnas Gebet zum katholischen Glauben.
Das Ehepaar bekam drei Kinder, die heute in der orthodoxen und der katholischen Kirche alle als Heilige verehrt werden: Den Kirchenvater Gregor von Nazianz, den Mediziner und Gelehrten Caesarius von Nazianz, sowie Gorgonia, die besonders für ihr vorbildliches Leben als christliche Mutter und Ehefrau bekannt ist.
Nachdem Nonnas Ehemann bereits drei Jahre nach seiner Taufe zum Bischof von Nazianz ernannt worden war, zog sie sich zunehmend zurück. Sie unterstützte die Armen, sorgte für ihre Kinder und nahm sich der Witwen und Waisen an. Sie pflegte einen asketischen Lebensstil und trat nach dem Tod ihres Mannes in ein Basilianerkloster ein.
Sie starb kurz nach ihrem Mann Gregor am 5. August 374.